# Маркаров Борис Микитович
Маркаров Борис Микитович (16 червня 1935 — 23 квітня 2023) — радянський ватерполіст.
Бронзовий призер Олімпійських Ігор 1956 року.